# Corriere dello Spettacolo
Il Corriere dello spettacolo è stato un quotidiano interamente dedicato al teatro e al cinema, fondato il 25 ottobre 1928, con sede a Roma. Fu diretto inizialmente da Giorgio Macry e poi da Renato Loreti, nel ruolo di codirettore era invece Ugo Ugoletti. Viene ricordato come una testata dall'impronta personale e fu dichiarato apolitico dal regime fascista. La veste grafica era semplice, il formato di grandi dimensioni e il numero di pagine variabile tra 4 e 6. Si avvalse della collaborazione di René Wisner, Corifer, Armand Pierhol, René Aubert, Umbro Di Saba, Enzo Golletti, E. Guido Izzo, Franco Ciarrocchi, Pietro Cavazzuti e dei registi Umberto Paradisi e Gennaro Righelli.
Gli articoli erano suddivisi in base alle tematiche trattate, la prima pagina era dedicata ad argomenti vari, principalmente di natura politica; la seconda ospitava "Cronache di vita drammatica e musicale" (in seguito "Cronache dell'attività teatrale e cinematografica"); la terza "Cronache internazionali di cinematografia" (in seguito "Quadro dell'attività conematografica mondiale"); l'ultima pagina riportava l'elenco degli spettacoli teatrali e cinematografici a Roma.
Nel 1929 il giornale iniziò a dedicare attenzione al cinema sonoro, sia dal punto di vista tecnico che al dibattito tra fautori e contrari. Il 4 maggio riprese dal Corriere della Sera la celebre intervista al produttore Stefano Pittaluga in cui annuncia l'intenzione di passare al sonoro e il 18 giugno riprende dalla rivista francese Comœdia l'articolo del regista Augusto Genina intitolato: "Il film muto è morto, viva il film parlante". Tra i contrari alla nuova tecnica si schierò il regista Alessandro Blasetti. La rubrica del fonico Pietro Cavazzuti trattava gli aspetti tecnici. Il giornale si occupò di vari temi legati al cinema italiano: l'Ente Nazionale della Cinematografia, i teatri Cines e le limitazioni all'importazione di pellicole estere.